# Olchowiec (obwód lwowski)
Olchowiec (ukr.  Вільховець) – wieś na Ukrainie w rejonie lwowskim (do 2020 roku w rejonie przemyślańskim) obwodu lwowskiego. 

## Historia
Pod koniec XIX w. wieś w powiecie bóbreckim.
W II Rzeczypospolitej w gminie Chlebowice Wielkie w powiecie bóbreckim województwa lwowskiego. W 1931 r. wieś liczyła 527 mieszkańców. W 1944 r. nacjonaliści ukraińscy z OUN-UPA zamordowali 10 Polaków oraz spalili wszystkie polskie gospodarstwa, których właściciele w obawie przed mordami schronili się w innych miejscowościach. Służba Bezpieczeństwa OUN zamordowała też 6 Ukraińców. 